# Ferrocarril Nápoles-Portici
El ferrocarril Nápoles-Portici (en italiano: ferrovia Napoli-Portici) fue la primera línea de ferrocarril construida en territorio italiano, en el entonces Reino de las Dos Sicilias. Inaugurada el 3 de octubre de 1839 era de doble vía y tenía una longitud de 7,25 kilómetros.

## Historia
La convención para su construcción se firmó el 19 de junio de 1836; con esta se concedía al ingeniero Armando Giuseppe Bayard de la Vingtrie la concesión para la construcción en cuatro años de una línea de ferrocarril de Nápoles a Nocera Inferiore con un ramal hacia Castellammare que se separaría a la altura de Torre Annunziata. El año siguiente se constituyó en París una corporación para la construcción y gestión del ferrocarril.
El tramo fue inaugurado el 3 de octubre de 1839 con gran solemnidad, según un programa que preveía, dado que aún no estaba terminada la estación de Nápoles Carmine, que el viaje empezara en Portici. El primer tren se componía de una locomotora de vapor de la empresa inglesa Longridge, bautizada Vesuvio, y ocho vagones. Por tanto, el rey se alojó en la villa del Carrione al Granatello de Portici, donde se preparó el pabellón real, decorado para la ocasión con un altar a su lado. Hacia las once horas, el rey recibió a Bayard y el equipo de ingenieros, subiéndose después al tren inaugural para volver a Nápoles. Los varios discursos para la ocasión fueron concluidos por el Rey, quien expresó en francés el deseo de ver realizado el ferrocarril hasta el mar Adriático y a mediodía ordenó la salida delante de las autoridades.
El primer tren en territorio italiano llevaba en los vagones a 48 personalidades y una representación militar constituida por sesenta oficiales, treinta soldados de infantería, treinta artilleros y sesenta marineros. En el último vagón iba la banda de la guardia real. El recorrido se completó en nueve minutos y medio entre una multitud de gente admirada que vitoreaba el paso del tren.

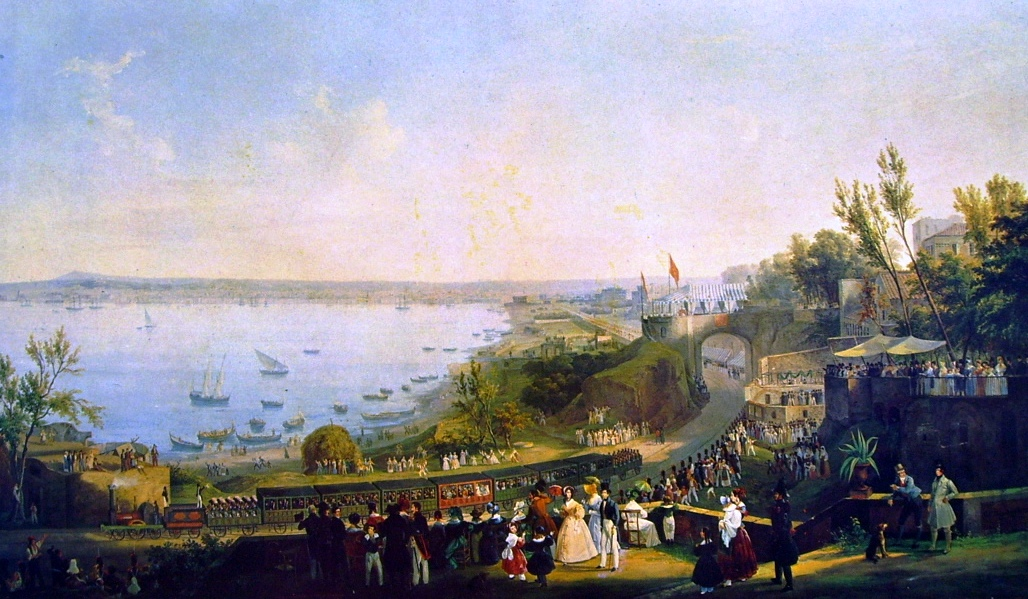
Inauguración del ferrocarril Nápoles-Portici, de Salvatore Fergola.

En los siguientes cuarenta días usaron el ferrocarril 85 759 pasajeros. El pintor de corte Salvatore Fergola inmortalizó estos sucesos en sus célebres cuadros.
La línea era una parte de un proyecto mayor: el 1 de agosto de 1842 se inauguró el tramo hacia Castellammare y dos años después, en 1844, el recorrido hacia Pompei, Angri, Pagani y Nocera Inferiore. En 1846 Bayard obtuvo también la concesión para la prolongación hacia San Severino y Avellino.
Este histórico tramo de ferrocarril ha sufrido con los años numerosos daños. La estación de Nápoles Bayard estuvo en funcionamiento hasta 1866, cuando, tras la conexión con la Estación de Nápoles Central, fue transformada en un centro de servicio. En 1943, esta estación fue destruida parcialmente por la explosión de una nave durante los bombardeos de Nápoles. En 2014, un derrumbe parcial de la Villa d'Elboeuf de Portici, situada al lado de la línea de ferrocarril, hizo que se cerrara la línea para permitir la construcción de una estructura de protección hasta el 12 de abril de 2015.

## El proyecto, las locomotoras y el material rodante

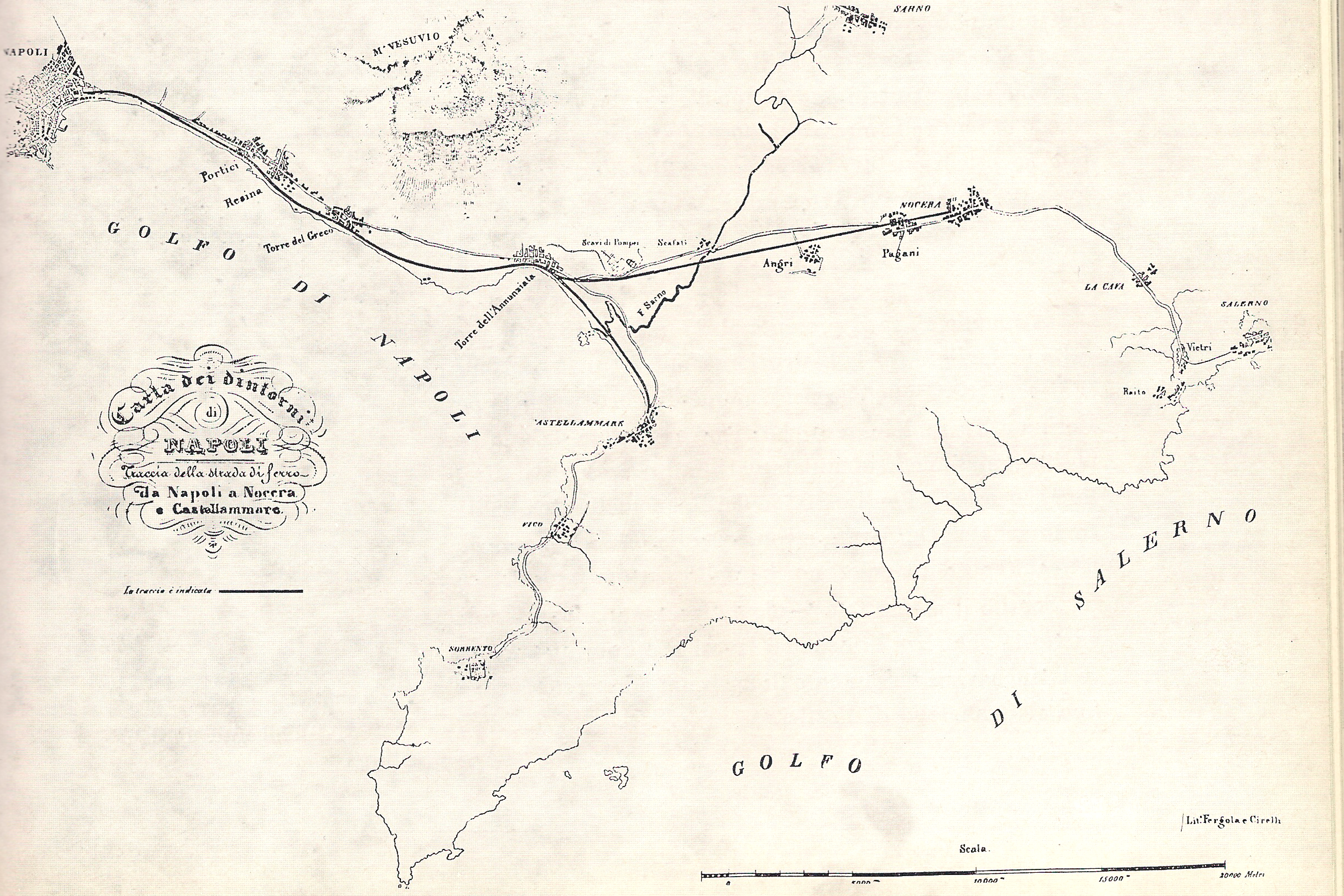
El proyecto del ferrocarril de Nápoles a Nocera y Castellammare.

Dada la novedad del medio de transporte, para su construcción fue necesario dirigirse a la industria extranjera: el proyecto, así como el capital invertido, era francés y las locomotoras llegaron de Inglaterra y se construyeron en las oficinas de Londridge & Starbuk de Newcastle según el modelo de las primeras proyectadas por George y Robert Stephenson. El resto del material ferroviario se construyó en el Reino de las Dos Sicilias. El hierro de los carriles provenía de las minerías de la Vallata dello Stilaro y fue trabajado en la planta siderúrgica de Mongiana, en Calabria. Los carriles se realizaron en hierro batido, en módulos de cinco metros, con un peso de 25 kg por metro de longitud.
La locomotora que remolcó el tren inaugural, la Vesuvio, pesaba trece toneladas y desarrollaba una potencia de 65 CV a una velocidad de 50 km/h, llevando siete vagones con un peso total de 46 toneladas. La caldera estaba rodeada de listones de maderas nobles unidas por cuatro aros de latón. El ténder de dos ejes transportaba tanto el agua como el carbón. Su gemela Longridge había efectuado poco antes el tren estafeta.
En cuanto al trazado, la inclinación máxima de la línea era del 2 por mil mientras que el radio de curvatura del trayecto estaba entre los 1300 y los 1400 metros.
En 1939, con ocasión del centenario de la inauguración de la línea, se reconstruyó íntegramente el tren inaugural y dado que no se conservaban los planos del proyecto, la locomotora se reconstruyó según el proyecto de la Bayard, también fabricada por Longridge y solo ligeramente diferente.

## Locomotoras entradas en servicio

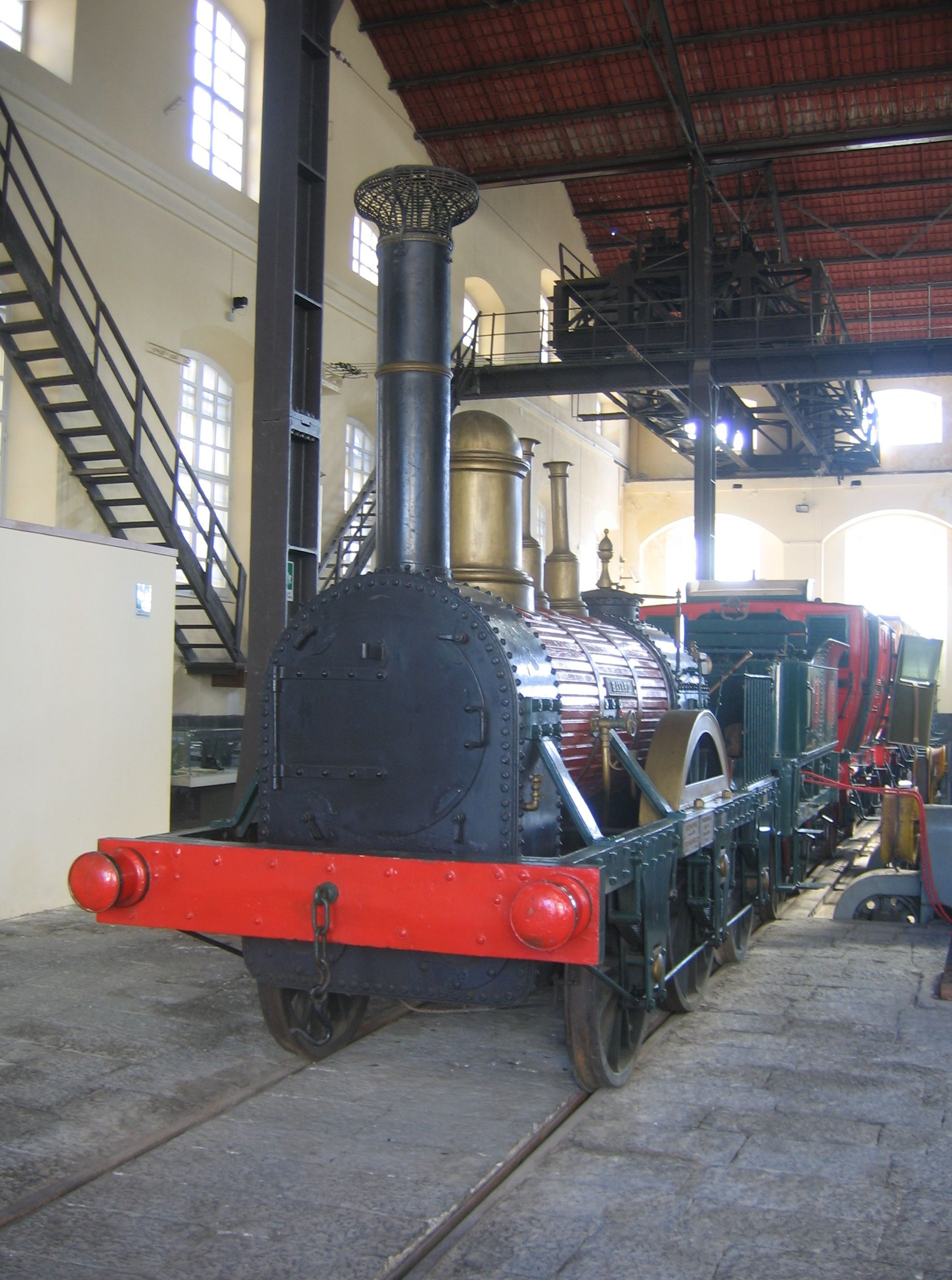
Reproducción de la Bayard.

Locomotoras de construcción Longridge
- Locomotora de vapor Vesuvio – 3 de octubre de 1839
- Locomotora de vapor Longridge - 3 de octubre de 1839
- Locomotora de vapor Bayard – 1 de diciembre de 1839
- Locomotora de vapor Aquila – 1 de julio de 1840

Locomotoras de construcción francesa
- Locomotora de vapor Saint Quintin
- Locomotora de vapor Verges

Locomotoras construidas según el modelo inglés, entregadas entre 1842 y 1844
- Locomotora de vapor Pietrarsa
- Locomotiva a vapore Papin
- Locomotiva a vapore Pompei
- Locomotora de vapor Sorrento
- Locomotora de vapor Ercole
- Locomotora de vapor Parigi
- Locomotora de vapor Lampo
- Locomotora de vapor Veloce
- Locomotora de vapor Freccia
- Locomotora de vapor Corsi
- Locomotora de vapor Robertson
- Locomotora de vapor Maria Teresa
- Locomotora de vapor Etna
- Locomotora de vapor Partenope

## La fábrica de Pietrarsa
Otra de las consecuencias de este proyecto fue la conversión a la producción ferroviaria, en 1842, de un gran establecimiento dedicado anteriormente a la producción de cañones y proyectiles de artillería, que se dedicó a la construcción de locomotoras y vagones, el Reale Opificio di Pietrarsa (decreto real del 22 de mayo de 1843). Esta fábrica se convirtió enseguida en un ejemplo del uso de técnicas y tecnología de vanguardia. Inicialmente, se ocupó solo de reparaciones, posteriormente se construyeron completamente en estas instalaciones locomotoras, según el modelo inglés.
En 1845 las visitó el Zar Nicolás I de Rusia, que quedó tan impresionado que quiso reproducir la planta para la construcción de su complejo industrial de Kronstadt. También el papa Pío IX visitó la fábrica el 23 de septiembre de 1849: en recuerdo de esta histórica visita los quinientos trabajadores quisieron construir una iglesia frente al establecimiento, que sería terminada en 1853 y demolida en 1919.
En 1845 también se construyó la primera locomotora de vapor fabricada completamente en Italia (según inspiración inglesa), que recibiría el nombre de Pietrarsa.
Terminado en 1853, el complejo de Pietrarsa fueron las primeras instalaciones industriales de toda Italia; en el momento de la unificación italiana, en 1860, contaba con unos 1200 empleados. Desde el inicio de la producción directa de vehículos ferroviarios hasta 1905 se construyeron en Pietrarsa más de trescientas locomotoras, varios cientos de coches y unos miles de vagones.
La decadencia de la tracción a vapor en Italia coincidió con la decadencia de las actividades de las Officine di Pietrarsa e Granili, ya que estaban especializadas en este sector y no fue posible una reconversión debido a la falta de espacios utilizables. Una vez abandonadas, estas instalaciones, que tienen más de 13 500 metros cuadrados, se convirtieron en un museo, el Museo nazionale ferroviario di Pietrarsa.
La Poste italiane han recordado tanto el centenario de la inauguración de la línea en 1939, con una serie de tres valores (20 y 50 céntimos y 1,25 liras) como el 150.º aniversario en 1989 con la emisión de dos sellos conmemorativos, ambos de 550 liras.